# Гликерия Ираклийская
Глике́рия Иракли́йская (греч. Γλυκερία; погибла между 138 и 161 годами, Гераклея Фракийская, провинция Фракия) — раннехристианская мученица, пострадавшая при императоре Антонине Пие. Память совершается в Православной церкви 13 мая по юлианскому календарю, в Католической церкви 13 мая.

## Жизнеописание
О жизни Гликерии известно из анонимного греческого жития в краткой (издана в Acta Sanctorum) и пространной редакциях, также Никифор Каллист приводит описание чуда святой Гликерии.
Согласно житию, Гликерия была дочерью бывшего римского анфипата (градоначальника) Макария, который переселился с семьёй из Рима в Траянополь. Гликерия осиротела, была обращена в христианство и дала обет безбрачия. Однажды в Траянополе был устроен праздник в честь Зевса с факельным шествием. Гликерия, опередив толпу, первой вошла в храм и заявила, что она — знатного происхождения и имеет право первой принести жертву Зевсу. Игемон Савин (вероятно, Сабин) удовлетворил её просьбу, но спросил где у неё лампада, чтобы поджечь жертву. На это Гликерия сказала, что лампада скрыта у неё на челе и попросила погасить все прочие.

В это время святая Гликерия, став на возвышенном месте, так что была видима всем народом, открыла чело своё и показала всем знамение креста Христова, начертанное на челе её; затем сказала во всеуслышание предстоявших:

— Видите ли вы теперь пресветлую лампаду, сияющую на челе моём?

Затем, подняв очи к небу и воздевши свои руки, сказала:

— Боже всесильный, прославляемый рабами Своими, явившийся в пещи вавилонской трём отрокам Своим и избавивший их от огня… Молю Тебя, приди и помоги мне, смиренной рабе Твоей, сокруши идола этого, сделанного руками человеческими и уничтожь эти мерзкие и суетные бесовские жертвы.

В то время, как святая молилась так к Богу, внезапно произошёл гром, причём идол Диев упал на землю и разбился на малые части…
— Димитрий Ростовский. Жития святых. 13 мая
Гликерию попытались побить камнями, но они не коснулись её. Святую заключили в темницу и на следующий день подвергли различным истязаниям, чтобы добиться от неё отречения от Христа (строгали тело железом, били, морили голодом), но Гликерия продолжала исповедовать себя христианкой. Игемон Савин взял её с собой в Гераклею (Ираклию) Фракийскую, где её приветствовали местные христиане. Там, согласно житию, её вновь подвергли мучениям: бросили в печь, пламя которой не коснулось её, содрали кожу с головы и бросили в темницу, где утром её обнаружили полностью здоровой. Гликерию бросили на растерзание львам: первая львица легла у её ног, а вторая загрызла её, не растерзав тело. Гликерию похоронил ираклийский епископ Дометий.

## Почитание и история мощей
Мощи Гликерии стали почитаться мироточивыми. В правление императора Маврикия, посетившего в 591 году церковь святой Гликерии в Гераклее, по сообщению Феофилакта Симокатты, с ними произошло следующее чудо. Ираклийский епископ заменил медный сосуд, в который стекало миро от мощей, на серебряный, купленный в Константинополе, и мироточение прекратилось. Когда сосуд вновь заменили на медный оно возобновилось. Когда начали выяснять происхождение серебряного сосуда, то выяснилось, что ранее он принадлежал некому чародею Павлину. Об этом донесли константинопольскому патриарху Иоанну IV Постнику и по его требованию виновные в таком поругании святыни были казнены.
В 610 году церковь в Гераклее посетил император Ираклий. По местному преданию в VIII веке мощи святой перенесли на остров Лемнос, но глава осталась в Гераклее, где ей продолжали поклоняться в церкви Георгия Победоносца. В 1604 году мощи Гликерии были привезены в Москву как дар константинопольского патриарха Рафаила II.

## Гимнография и иконография

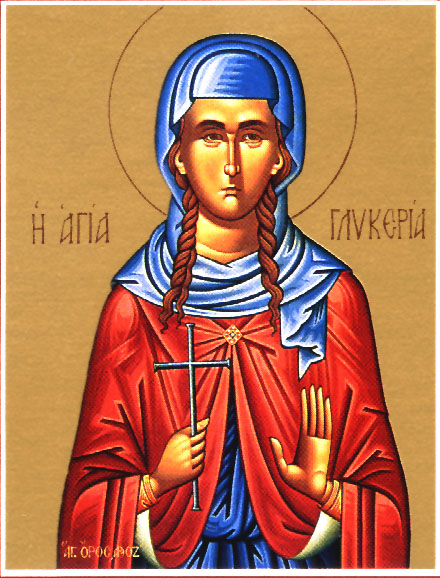
Святая Гликерия
(греческая икона)

Студийский и Иерусалимский уставы указывают совершать службу святой Гликерии по будничному чину. Её гимнография включает в себя:
- тропарь 4-го гласа (в славянской Минее) или тропарь 5-го гласа (в греческой Минее);
- кондак 3-го гласа (есть только в славянской Минее, в дониконовских изданиях содержится кондак 4-го гласа);
- канон 8-го гласа;
- цикл стихир (8-го гласа на подобен «Мученицы Твои» в славянской Минее; 4-го гласа на подобен «Яко добля» в греческой Минее);
- седален.

Иконография святой Гликерии различная:
- Большаковский иконописный подлинник (XVIII век): «…риза киноварь, испод празелень темна, крест в руках»; изображение святой показано в лицевых святцах: в правой руке крест, левая — покровенная";
- Филимоновский сводный иконописный подлинник (XVIII век): «Мученица Гликерия… подобием млада, лицем прекрасна и светла бяше, риза багряная, испод зеленая, на главе плат, концами висящи назад, власы из под плата распущены по плечам, в руке крест»;
- «Руководство к писанию икон святых угодников Божиих» В. Д. Фартусова: «Одежды богатые, в тунике и тоге, волосы подвязаны, концы волос рассыпаны по плечам. Можно писать у ней на челе изображённый крест, в руках хартию с её изречением».